# Rijksweg 1
Rijksweg 1 is een Nederlandse rijksweg en autosnelweg (A1), die begint bij Watergraafsmeer aan de oostkant van Amsterdam en eindigt bij De Lutte aan de Duitse grens, waar deze snelweg doorgaat als Bundesautobahn 30 richting Osnabrück. De weg is 157 kilometer lang.

## Route
Rijksweg 1 begint bij knooppunt Watergraafsmeer op de A10, de ring om Amsterdam en loopt in oostelijke richting tot aan de grensovergang Oldenzaal Autoweg met Duitsland. De weg loopt via het Gooi, Amersfoort, Apeldoorn, Deventer, Hengelo en Oldenzaal. De A1 heeft aansluitingen met de A9 bij knooppunt Diemen, de A6 bij knooppunt Muiderberg, de A27 bij knooppunt Eemnes, de A28 bij knooppunt Hoevelaken, de A30 bij Barneveld, de A50 bij knooppunt Beekbergen en de A35 bij de knooppunten Azelo en Buren.

### Wegnummering
De weg draagt over de gehele lengte een Europees wegnummer. Tussen knooppunt Watergraafsmeer en knooppunt Hoevelaken E231 en vanaf Hoevelaken tot de grens E30. Verder is de weg tussen knooppunt Azelo en knooppunt Buren dubbel genummerd met de A35. Dit stuk is administratief Rijksweg 35.

## Wegindeling

### Aantal rijstroken en maximumsnelheid
| Traject                                        | Aantal rijstroken    | Maximumsnelheid                                          |
| ---------------------------------------------- | -------------------- | -------------------------------------------------------- |
| knooppunt Watergraafsmeer - afrit Diemen-Noord | 2×5                  | 100 km/h                                                 |
| afrit Diemen-Noord - afrit Diemen              | 2×4                  | 100 km/h                                                 |
| afrit Diemen - knooppunt Diemen                | 4+1+3+1              | 100 km/h                                                 |
| Muiderbrug                                     | 4+1+4                | 100 km/h                                                 |
| knooppunt Diemen - afrit Muiden                | 1+6+2+6+1            | 100 km/h                                                 |
| afrit Muiden - verzorgingsplaatsen             | 5+2+5                | 100 km/h                                                 |
| verzorgingsplaatsen - knooppunt Muiderberg     | 6+2+6                | 100 km/h                                                 |
| knooppunt Muiderberg - afrit Naarden           | 2×3                  | richting Amsterdam: 100 km/h richting Hengelo: 120 km/h* |
| afrit Naarden - afrit Hilversum-Noord          | 2×2 (bij drukte 2×3) | 100 km/h                                                 |
| afrit Hilversum-Noord - afrit Soest            | 4×2                  | 100 km/h                                                 |
| afrit Soest - afrit Amersfoort-West            | 2×4                  | 130 km/h*                                                |
| afrit Amersfoort-West - knooppunt Hoevelaken   | 3+2                  | 130 km/h*                                                |
| knooppunt Hoevelaken                           | 4×2                  | 120 km/h*                                                |
| knooppunt Hoevelaken - afrit Barneveld         | 2×2 (bij drukte 3+2) | 120 km/h* (spitsstrook open: 100 km/h)                   |
| afrit Barneveld - afrit Apeldoorn-Zuid         | 2×2                  | 120 km/h*                                                |
| afrit Apeldoorn-Zuid - knooppunt Beekbergen    | 2×3                  | 120 km/h*                                                |
| knooppunt Beekbergen                           | 1+3+3+1              | 120 km/h*                                                |
| knooppunt Beekbergen - afrit Voorst            | 4×3                  | 120 km/h*                                                |
| afrit Voorst - afrit Deventer                  | 2×4                  | 120 km/h* (IJsselbrug 100 km/h)                          |
| afrit Deventer - knooppunt Azelo               | 2×3                  | 130 km/h*                                                |
| knooppunt Azelo - knooppunt Buren              | 2×3                  | 120 km/h*                                                |
| knooppunt Buren - afrit Hengelo                | 2×2                  | 120 km/h*                                                |
| afrit Hengelo - Duitse grens                   | 2×2                  | 130 km/h*                                                |
| * maximumsnelheid tussen 6 en 19h: 100 km/h    |                      |                                                          |

### Wisselstrook Diemen-Muiderberg
Op 27 oktober 1993 werd op het stuk weg tussen knooppunt Diemen en knooppunt Muiderberg de eerste carpoolstrook (juister: carpoolbaan) van Europa geopend. Alleen auto's met drie of meer inzittenden mochten van deze uit één rijstrook bestaande rijbaan gebruikmaken. De rijbaan was geen succes, files bleven en de carpoolstrook werd niet intensief gebruikt. Tevens bleek het juridisch niet houdbaar. In september 1994 werd de strook, na een rechtszaak, gewijzigd in een 'normale' wisselstrook, door de afscheiding te verwijderen. In 2010 is de wisselstrook tussen knooppunt Muiderberg en de Muiderbrug uitgebreid en tot afrit Diemen verlengd tijdens de werkzaamheden van de A1. Tussen knooppunt Muiderberg en de Muiderbrug is de wisselstrook 2 stroken breed. Tussen de Muiderbrug en afrit Diemen is de wisselstrook 1 strook breed.

### Wegverbreding Amsterdam-Muiderberg
In oktober 2006 besloot het kabinet om de fileproblematiek tussen Het Gooi/ Amsterdam en Almere/ Schiphol op te lossen door te kiezen voor het stroomlijnalternatief. Dit houdt in dat de Rijksweg A1 rond Muiden/ Weesp op diverse punten in aantal rijbanen zal gaan verdubbelen van 3 naar mogelijk 6 stroken per rijbaan. Dit om de groei van het woon-werkverkeer in dit drukke gebied te kunnen blijven faciliteren.
De A1 kruist bij Muiden de rivier de Vecht. In het najaar van 2016 werd het breedste aquaduct van Europa in gebruik genomen: 65 meter breed. Hiermee wordt de autosnelweg onder de rivier door geleid en is het tracé tussen de knooppunten Diemen en Muiderberg in zuidelijke richting verplaatst.
De A1 kruist bij Muiderberg een spoorbrug met een lengte van 255 meter die deel uitmaakt van de spoorlijn Weesp - Lelystad.

### Dynamische maximumsnelheid Naarden-Muiderberg
Per 2009 gold een dynamische maximumsnelheid op de A1 van Hengelo naar Amsterdam, tussen afrit 7 en knooppunt Muiderberg. Dit houdt in dat de maximumsnelheid kan worden aangepast aan de verkeersdrukte en dus niet steeds hetzelfde is. De dynamische maximumsnelheid is echter alleen van kracht in de richting van Hengelo naar Amsterdam, de andere kant op is de maximumsnelheid 120 km/h en niet variabel. Na de werkzaamheden op de A1 is de proef gestaakt. De borden die aangeven dat er een dynamische maximumsnelheid geldt zijn weggehaald, alleen de wisselborden zijn blijven staan.

### Wegverbreding Eemnes - Amersfoort
In 2017 en 2018 werd de A1 tussen knooppunt Eemnes en aansluiting Bunschoten-Spakenburg (later Amersfoort-West) verbreed van 2x2 rijstroken naar 2x4 rijstroken. Door deze verbreding wordt een hardnekkig fileknelpunt opgelost. In juli 2017 werd gestart met de werkzaamheden en in de zomer van 2018 werden de eerste rijstroken in fases geopend, zodat vanaf september 2018 alle rijstroken beschikbaar waren. Naast de verbreding van de A1 maakte ook de verbreding van de A27 tussen knooppunt Eemnes en Utrecht-Noord onderdeel uit van dit project. Door de wegverbreding werd verzorgingsplaats De Haar tussen Amersfoort en Baarn gesloten. De kosten van het gehele project was €220 miljoen inclusief een onderhoudscontract van 25 jaar door de aannemerscombinatie 3Angle (Heijmans, Fluor en 3i Infrastructure).

### Spitsstrook Hoevelaken-Barneveld
Op het gedeelte tussen knooppunt Hoevelaken en afrit Barneveld is in 2008 een spitsstrook geopend. De strook had er drie jaar ongebruikt bijgelegen. Het ministerie van Verkeer en Waterstaat had een uitspraak van de Raad van State over ingebruikname van de strook verkeerd geïnterpreteerd, en de strook dichtgelaten ter bescherming van de luchtkwaliteit. De Raad had echter alleen willen zeggen dat er een maximumsnelheid van 80 km/h zou moeten gelden op de strook. De andere kant op richting Amersfoort is geen spitsstrook aangelegd, omdat ten tijde van de procedure de A30 nog niet afgebouwd was.

### Plusstroken Beekbergen-Deventer
Het gedeelte tussen knooppunt Beekbergen (bij Apeldoorn) en afrit Deventer-Oost was in 2006 in beide richtingen voorzien van een plusstrook. Het gedeelte was daarbij voorzien van een dynamisch verkeersdoorstroomsysteem en vele tientallen camera's. Bij groot verkeersaanbod kon in beide richtingen een derde rijstrook worden geopend. Later werden de plusstroken permanent opengesteld en kwam er een extra rijstrook bij op dat traject, zodat er sinds 2025 op dat traject 4 rijstroken in beide richtingen zouden zijn. Vooruitlopend op een verbreding naar 4 rijstroken is de plusstrook tussen afrit Twello en afrit Deventer-Oost in mei 2019 vrijgegeven als 3e rijstrook.

### "Golfbreker" bij Markelo
Op het gedeelte tussen de aansluitingen Markelo en Lochem is op 3 juli 2010 bij wijze van proef een zogenoemde golfbreker geopend. Dit is een plaatselijke verbreding van 2 naar 3 rijstroken over een lengte van 3 km. Deze golfbreker moet voorkomen dat filegolven die zijn ontstaan bij Bathmen zich verder naar achteren verplaatsen. De golfbreker is bij de verbreding tussen Deventer en Knooppunt Azelo komen te vervallen.

### Apeldoorn-Azelo
Door de sterke toename van het verkeer tussen knooppunt Beekbergen en Twente ontstond er vrijwel elke dag congestie en was de doorstroming verre van optimaal. De politiek in het oosten heeft zich daarom sterk gemaakt om de A1 vanaf Apeldoorn tot aan Twente verbreed te krijgen naar permanent drie rijstroken. Nu de snelwegen naar het zuiden (onder andere A16 en A2) en de A12 naar Duitsland zijn verbreed of worden verbreed, wordt deze belangrijke verbinding naar Oost-Europa en Scandinavië het volgende knelpunt dat opgelost moet worden, vond de lokale politiek.
De regering wilde aanvankelijk pas in 2021 beginnen met de verbreding, maar dat vonden de gemeenten te laat. In oktober 2012 werd bekend dat de Twentse gemeenten geld op tafel leggen om de A1 eerder te verbreden. Nu kon de snelweg al in 2018 worden verbreed. Het gedeelte tussen Twello en Rijssen is tussen 2018 en 2020 verbreed en opengesteld voor het verkeer in september 2020. Tussen Rijssen en Knooppunt Azelo vonden de werkzaamheden plaats in 2020 en 2021 met een voltooiing in de zomer van 2021. 
Verder is in 2017 bij knooppunt Beekbergen de verbindingslus van de A1 uit de richting Deventer naar de A50 richting Arnhem aangepast.

## Toekomst
De A1 is berucht om de files bij onder andere Muiden, knooppunt Hoevelaken, Twello en Deventer-Oost. Hierdoor zijn er verschillende projecten in planning of uitvoering om de doorstroming te verbeteren. Een groot deel van deze projecten zijn inmiddels afgerond (zie hierboven). Op dit moment wordt er gewerkt tussen Apeldoorn en Twello en zijn er plannen voor de aanpak van Knooppunt Hoevelaken en de aansluiting met de A30.

## Natuur
Over de A1 liggen zes ecoducten en twee streekoducten:
- Ecoduct Laarderhoogt tussen Bussum en Laren.
- Ecoduct Kootwijkerzand tussen Stroe en Kootwijk.[6]
- Dr. Harm van de Veen-ecoduct bij Kootwijk.
- Ecoduct Hoog Buurlo bij Hoog Buurlo.[7]
- Streekoduct Oxersteeg bij Deventer.[8]
- Ecoduct De Borkeld bij Rijssen.
- Streekoduct Wolves bij Enter.
- ir. H.J.W. Snijders-ecoduct bij Oldenzaal.

Tussen afritten 27 en 28 ligt ten zuiden van de A1 het natuurgebied Borkeld; hier groeit de jeneverbes, een zeldzame en beschermde struik die door de aanleg van de weg goeddeels  vernietigd zou worden. Naar aanleiding van protesten daarover is, voor het eerst in de geschiedenis, de planning van een rijksweg gedurende de aanlegfase aangepast vanwege aanwezige natuurwaarden. Het tracé van de A1 is hier iets noordelijker komen te liggen dan oorspronkelijk de bedoeling was. Er zitten hierdoor twee flauwe bochten in de weg, namelijk ten westen van afrit 27 en ten oosten van afrit 28.

## Kunstobjecten langs de A1
- "Gouden ei" (noordzijde, hm-paal 53,9) nabij de afrit Barneveld.
- "Scheur in viaduct" (bij aansluiting met A6). Gesloopt in 2015 voor de aanleg van de nieuwe spoorbrug Almere - Weesp.
- "Steelhenge" nabij Hengelo. Niet zichtbaar vanaf de weg, doordat de weg uiteindelijk verdiept aangelegd is.

## Trivia
- Tussen knooppunt Eemnes en afrit 9 Hilversum-Noord bevond zich voor lange tijd een afrit zonder nummer. Deze afrit leidt naar Hotel De Witte Bergen. Afritten zonder nummer zijn zeer uitzonderlijk. Een andere afrit zonder nummer bevond zich langs de A2.[9][10] In 2018 heeft deze afrit uiteindelijk het nummer 9a gekregen.
- Bij Deventer bevindt zich een hectometersprong van 5 km, in de richting Apeldoorn naar Deventer is dit vlak voor afrit 23. De hectometerpaaltjes gaan van 98,9 naar 104,0.[11][12]
- Ten noorden van Hengelo maakt de weg drie flauwe bochten, eerst naar het noorden, dan naar het zuiden en dan weer naar het noorden. Vanwege deze vorm werd dit deel van de weg 'de hoed van Hengelo' genoemd. De gedeputeerde Jan Niers maakte er 'Kardinaalshoed' van. Omdat de weg op een schets paars was ingekleurd droegen bij de opening alle gasten,[13] inclusief minister Smit-Kroes,[14] een paarse kardinaalshoed.[15] De reden dat de 'Kardinaalshoed' is ontstaan vindt zijn oorsprong in de acties die zijn gevoerd door het daarvoor speciaal opgerichte 'Wijkcomité Groot-Driene', die zich tot doel gesteld samen met de bewoners van de wijk 'Groot Driene' in Hengelo het natuurgebied Lonnekermeer te behouden en de A1 (E8) om dit gebied heen te leiden. Hiertoe werden door het comité petities aangeboden bij de provincie Overijssel.

## Afbeeldingen

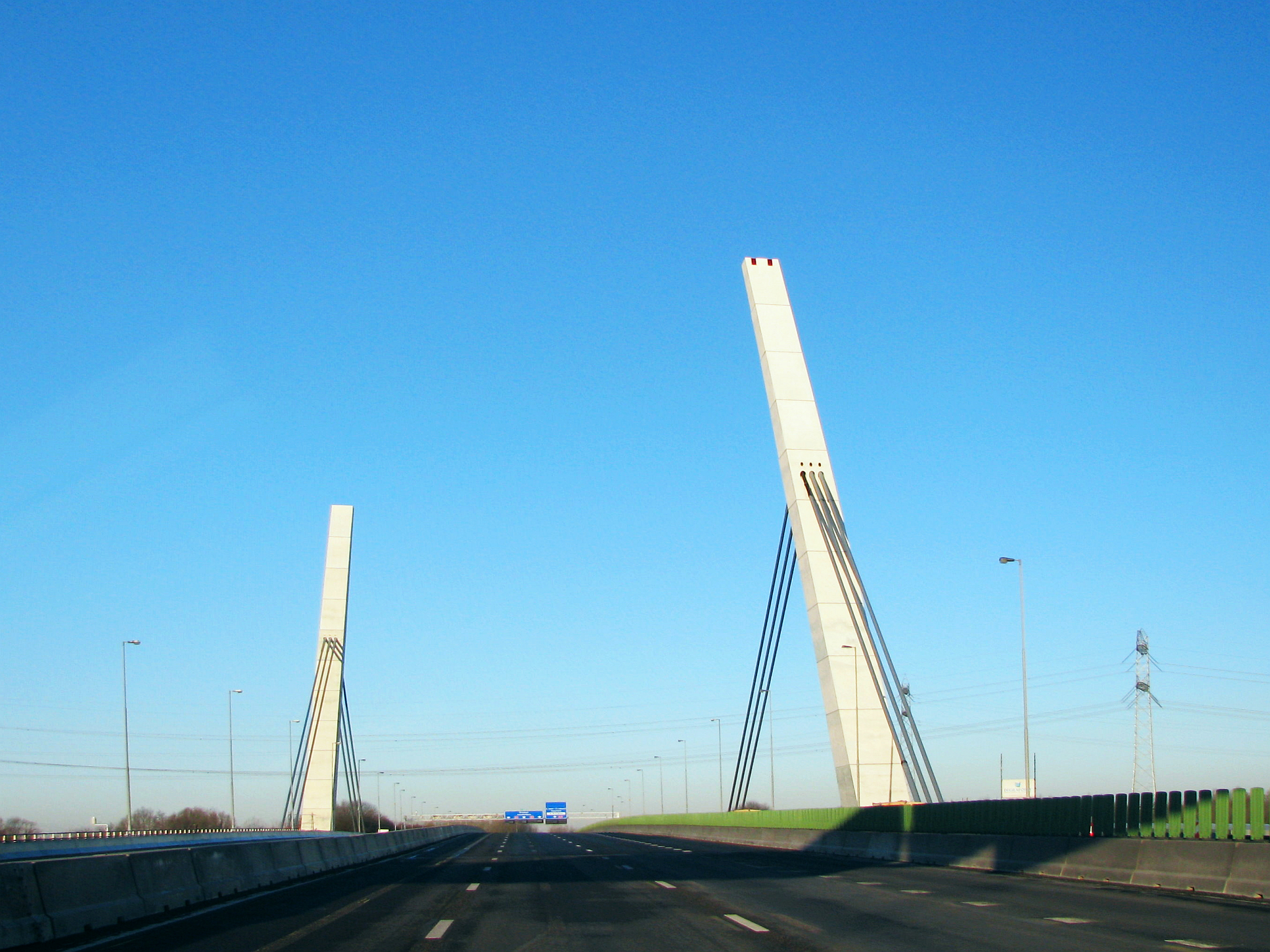
De Muiderbrug over het Amsterdam-Rijnkanaal (2010)
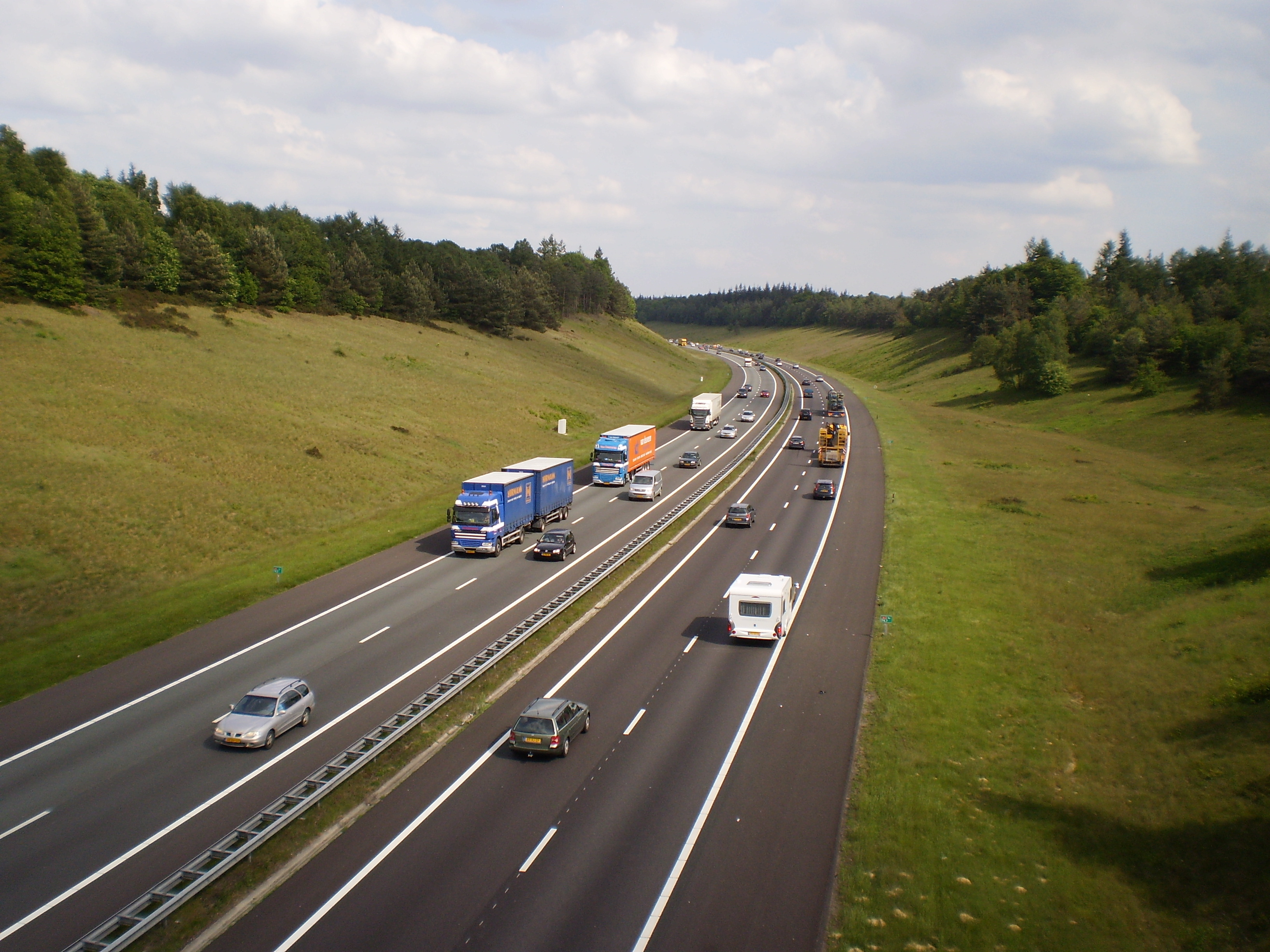
A1 bij Hoog Buurlo, Veluwe
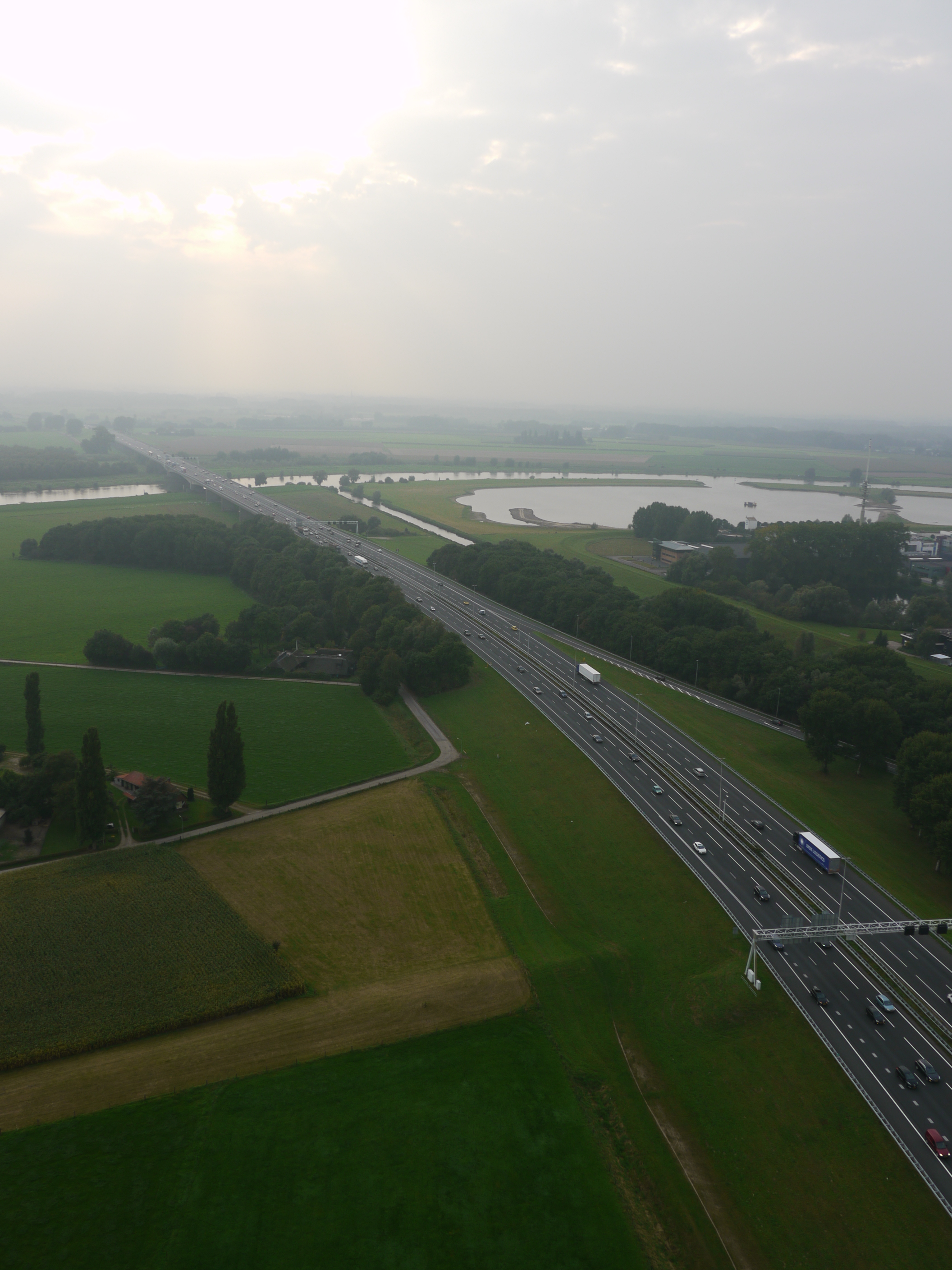
Brug over de IJssel.
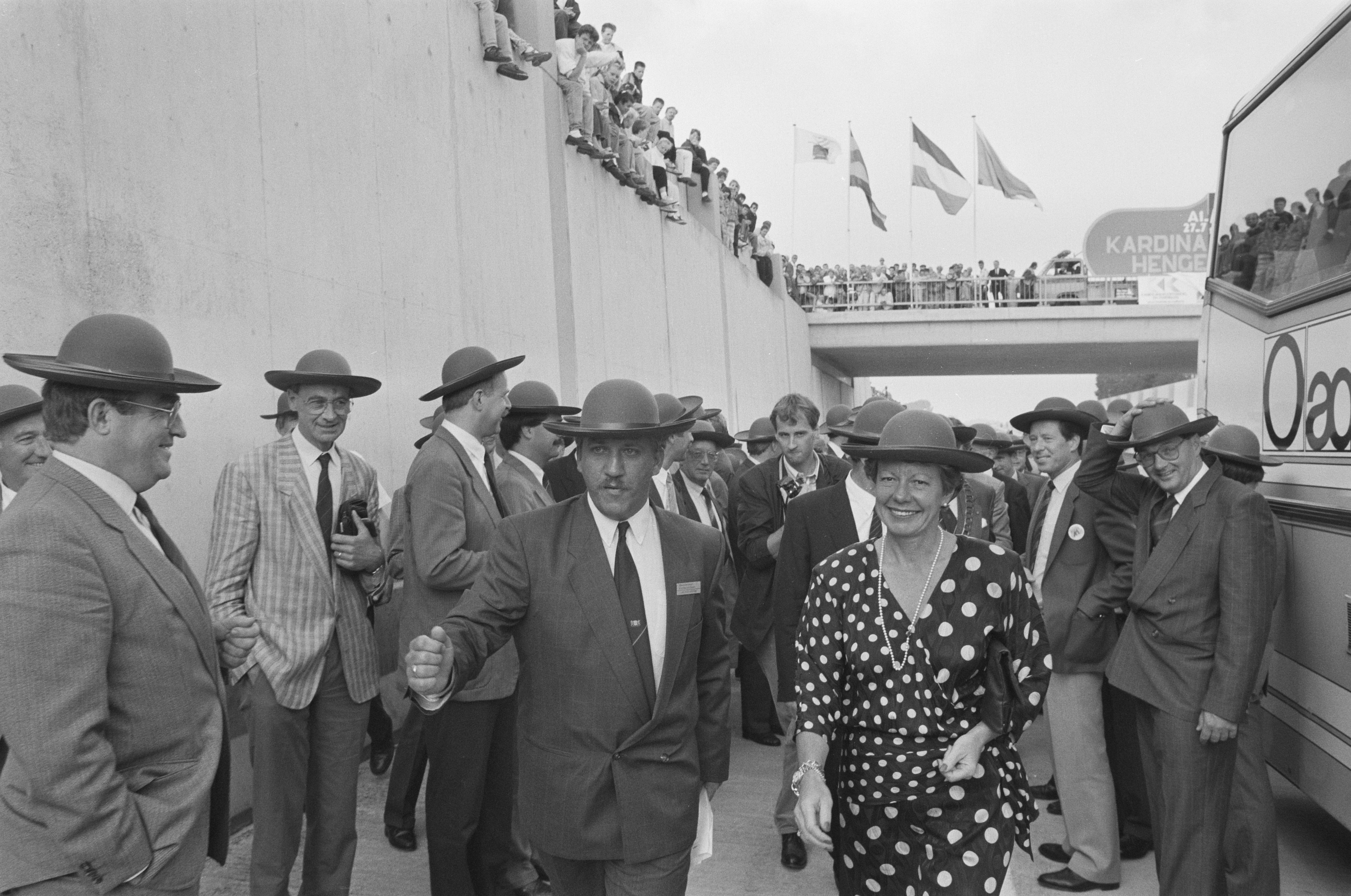
Opening van A1 bij Hengelo in 1988 (Kardinaalshoed).